# Ernan McMullin
Ernan Vincent McMullin (* 13. Oktober 1924 in Ballybofey, Irland; † 8. Februar 2011 in Donegal, Irland) war ein irisch-amerikanischer Philosoph und Wissenschaftstheoretiker.

## Leben
McMullin studierte Physik und Theologie am Maynooth College (Irland) und wurde 1949 zum katholischen Priester geweiht. Nach Stationen am Dublin Institute für Advanced Studies promovierte er im Jahre 1954 über das The quantum principle of uncertainty. Seit 1954 war er am Department of Philosophy der University of Notre Dame (USA) tätig, seit 1967 dort als Professor für Wissenschaftsgeschichte und Wissenschaftstheorie, Wissenschaft und Religion. 1986 wurde er in die American Academy of Arts and Sciences gewählt. 1994 wurde der Philosoph, der Beiträge zu Themen wie Galileo Galilei sowie der Vereinbarkeit von europäischem Religionsverständnis und der Evolutionstheorie erarbeitete, emeritiert.

## Publikationen
- (ed.) The Concept of Matter, 1963
- (ed.) Galileo, Man of Science, 1967
- Newton on Matter and Activity, 1978
- (ed.) Evolution and Creation, 1985
- (ed.) Construction and Constraint, 1988
- (edited with James Cushing) Philosophical Consequences of Quantum Theory, 1989
- (ed.) The Social Dimensions of Science, (1992)
- The Inference That Makes Science, 1992

- "Indifference Principle and Anthropic Principle in Cosmology", Studies in the History and Philosophy of Science, (1993)
- "Enlarging the Known World", in Physics and Our View of the World, (1994)
- "Galileo on Science and Scripture", in The Cambridge Companion to Galileo, (1998)
- "Cosmic Purpose and the Contingency of Human Evolution", Theology Today, (1998)
- "Materialist Categories",  Science and Education, (1999)
- "Biology and the Theology of Human Nature", in Controlling our Destinies, (2000)
- "Values in Science," in A Companion to the Philosophy of Science, (2000)
- "Origins of the Field Concept in Physics", Physics in Perspective, (2001)
- "Formalism and Ontology in Early Astronomy", Quantum Mechanics: Perspectives on Divine Action, (2001)

- (als Hrsg.): The church and Galileo, 2005 (ISBN 0-268-03483-4)